# Phytometra semipurpurea
Phytometra semipurpurea är en fjärilsart som beskrevs av Walker 1863. Phytometra semipurpurea ingår i släktet Phytometra och familjen nattflyn. Inga underarter finns listade i Catalogue of Life.